# Monéteau
Monéteau is een gemeente in het Franse departement Yonne (regio Bourgogne-Franche-Comté) en telt 4226 inwoners (1999). De plaats maakt deel uit van het arrondissement Auxerre.

## Geografie
De oppervlakte van Monéteau bedraagt 18,2 km², de bevolkingsdichtheid is 232,2 inwoners per km².

## Verkeer en vervoer
In de gemeente ligt spoorwegstation Monéteau-Gurgy.
De onderstaande kaart toont de ligging van Monéteau met de belangrijkste infrastructuur en aangrenzende gemeenten.

## Demografie
Onderstaande figuur toont het verloop van het inwonertal (bron: INSEE-tellingen).